# Radzie (Wydminy)

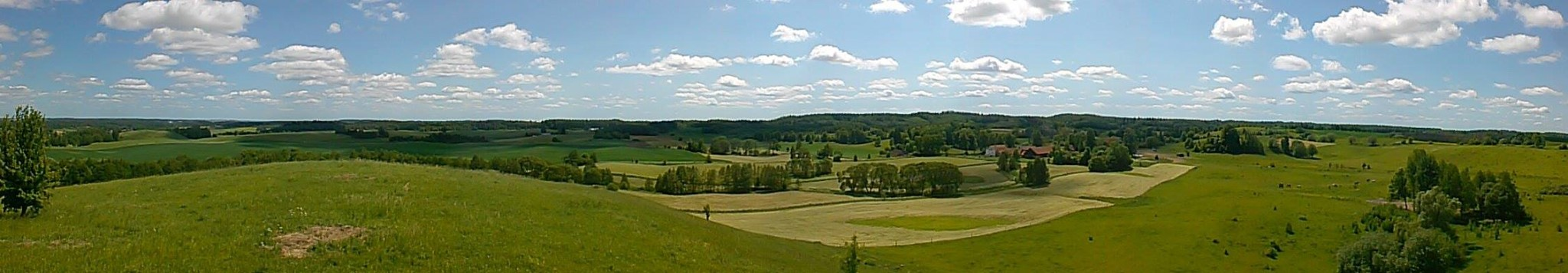
Panoramabild des Dorfes Radzie (2015)

Radzie [ˈrad͡ʑe] (deutsch Radzien, 1938 bis 1945 Königsfließ) ist ein Dorf in der polnischen Woiwodschaft Ermland-Masuren und gehört zur Landgemeinde Wydminy (Widminnen) im Powiat Giżycki (Kreis Lötzen).

## Geographische Lage
Radzie liegt in der östlichen Mitte der Woiwodschaft Ermland-Masuren, 23 Kilometer südöstlich der Kreisstadt Giżycko (Lötzen).

## Geschichte
Am 15. August 1485 verschrieb der Komtur Hans von Tieffen zehn Hufen zur Anlage eines Dienstgutes. Der Tag galt als Gründungsdatum des nach 1785 Radszien und bis 1938 Radzien genannten Dorfes, dessen optisches, aber auch wirtschaftliches Wahrzeichen bis 1945 eine Windmühle war. Zwischen 1874 und 1945 war der Ort in den Amtsbezirk Klein Gablick (polnisch Gawliki Małe) eingegliedert, der – 1938 in „Amtsbezirk Balzhöfen“ umbenannt – zum Kreis Lötzen im Regierungsbezirk Gumbinnen (1905 bis 1945: Regierungsbezirk Allenstein) in der preußischen Provinz Ostpreußen gehörte. Im gleichen Zeitraum war das Dorf dem Standesamt Widminnen (polnisch Wydminy) zugeordnet.
Im Jahre 1910 belief sich die Zahl der Einwohner Radziens auf 254. Sie stieg bis 1933 auf 386.
Aufgrund der Bestimmungen des Versailler Vertrags stimmte die Bevölkerung im Abstimmungsgebiet Allenstein, zu dem Radzien gehörte, am 11. Juli 1920 über die weitere staatliche Zugehörigkeit zu Ostpreußen (und damit zu Deutschland) oder den Anschluss an Polen ab. In Radzien stimmten 160 Einwohner für den Verbleib bei Ostpreußen, auf Polen entfiel keine Stimme.
Am 3. Juni – amtlich bestätigt am 16. Juli – 1938 wurde Radzien aus politisch-ideologischen Gründen der Vermeidung fremdländisch klingender Ortsnamen in „Königsfließ“ umbenannt. 1939 belief sich die Einwohnerzahl auf 396.
In Kriegsfolge kam das Dorf 1945 mit dem gesamten südlichen Ostpreußen zu Polen und erhielt die polnische Namensform „Radzie“. Heute ist es Sitz eines Schulzenamtes (polnisch sołectwo) und somit eine Ortschaft im Verbund der Landgemeinde Wydminy (Widminnen) im Powiat Giżycki (Kreis Lötzen), vor 1998 der Woiwodschaft Suwałki, seither der Woiwodschaft Ermland-Masuren zugehörig.

## Kirche
Bis 1945 war Radzien resp. Königsfließ in die evangelische Kirche Widminnen in der Kirchenprovinz Ostpreußen der Kirche der Altpreußischen Union und in die katholische Pfarrkirche Lötzen im Bistum Ermland eingepfarrt.
Heute gehört Radzie zur evangelischen Kirchengemeinde Wydminy, einer Filialgemeinde der Pfarrkirche Giżycko in der Diözese Masuren der Evangelisch-Augsburgischen Kirche in Polen, sowie zur katholischen Pfarrkirche Zelki im Bistum Ełk der Römisch-katholischen Kirche in Polen.

## Schule
Eine Schule wurde in Radzien im Jahre 1813 gegründet. Sie wurde 1945 einklassig geführt.

## Verkehr
Radzie ist nur auf Nebenstraßen erreichbar: von Ranty (deutsch Ranten) an der Woiwodschaftsstraße DW 656 und von Wężówka (Wensowken, 1938 bis 1945 Großbalzhöfen, auch: Balzhöfen). Eine Bahnanbindung besteht nicht.